# 伊藤丙雄
伊藤 丙雄（いとう あきお、1966年 - ）は、日本の美術家、イラストレーター、グラフィックデザイナー。東京工科大学教授。修士（美術学）。

## 経歴
1966年千葉県市川市生まれ。東京芸術大学美術学部デザイン科を卒業後、同大大学院美術研究科を修了する。その後、同大美術学部デザイン科非常勤講師、東京デザイン専門学校講師、文化女子大学短期大学部専任講師を歴任した。2005年より同大生活造形学科准教授、2010年に東京工科大学デザイン学部准教授を経て、2015年に東京工科大学デザイン学部教授に就任。専門分野は、イラストレーション、グラフィックデザインなど。

## 略歴
- 1966年 千葉県市川市生まれ
- 1990年 東京芸術大学美術学部デザイン科卒業
- 1992年 東京芸術大学大学院美術研究科修士課程修了
- 東京芸術大学美術学部デザイン科非常勤講師
- 東京デザイン専門学校講師
- 2000年 文化女子大学短期大学部専任講師
- 2005年 文化女子大学短期大学部生活造形学科准教授
- 2010年 東京工科大学デザイン学部准教授
- 2015年 東京工科大学デザイン学部教授

## 業績
- 「読売新聞社主催　絶滅した大哺乳類たち展」 - 復元イラスト製作[1]
- 「読売新聞社主催　大恐竜展」 - 復元イラスト製作[1]

## 著書

### 共著
- 冨田幸光（文）、伊藤丙雄（イラスト）、岡本泰子（イラスト）　『絶滅哺乳類図鑑』、丸善、2002年3月、ISBN 4-621-04943-7
- 冨田幸光（文）、伊藤丙雄（イラスト）、岡本泰子（イラスト）　『絶滅した哺乳類たち』、丸善、2002年8月、ISBN 4-621-07076-2